# Journalistförbundets yrkesetiska nämnd
Journalistförbundets yrkesetiska nämnd (YEN) drivs av Svenska Journalistförbundet för att bevaka efterlevnaden av de 13 journalistiska yrkesreglerna.

## Uppgift
Journalistförbundets yrkesetiska nämnd har till uppgift att bedriva och stimulera en yrkesetisk debatt i samhället. Nämnden ska också handlägga och fatta beslut om anmälningar mot enskilda journalister som inkommer till nämnden och som gäller övertramp av de yrkesetiska reglerna. Nämnden kan bara pröva anmälningar mot personer som är medlemmar i Journalistförbundet.

## Sammansättning
Nämnden består av en ordförande, fyra yrkesverksamma journalister, en allmänhetens representant samt en sekreterare, tillika journalistförbundets etikombudsman.

## Utfall
Nämnden kritiserades 2012 för att vara i princip okänd för allmänheten, endast bestå av journalister och de senaste fem åren (2012) endast ha klandrat en enda journalist och aldrig någonsin ha uteslutit en medlem.
Advokater, mäklare, revisorer och psykologer bedömdes alla ha hårdare intern kårgranskning. Som jämförelse framhölls att Sveriges advokatsamfund får 450-500 anmälningar och uteslöt 1-2 personer per år.